# Magaly Henríquez
Pour les articles homonymes, voir Henriquez.
Magaly Henríquez est une femme politique vénézuélienne, née le 26 janvier 1978. Vice-ministre vénézuélienne de l'Exploration et de l'Investissement éco-minier entre 2019 et 2020, et présidente du centre national de technologie chimique (Centro Nacional de Tecnología Química ou CNTQ, en espagnol), elle a été ministre vénézuélienne du Développement minier écologique de septembre 2020 à août 2021.

## Formation
Magaly Henríquez, de son nom complet Magaly Josefina Henríquez González, est licenciée en chimie de l'université centrale du Venezuela, obtient un Magister scientiarium en physique-chimie en 2007 et un doctorat en sciences et génie des matériaux de l'institut national polytechnique de Toulouse en France.

## Carrière politique
Elle est nommée ministre vénézuélienne du Développement minier écologique par le président Nicolas Maduro le 4 septembre 2020. Elle est remplacée au ministère par William Serantes, nommé le 19 août 2021.